# Viktor Babariko
Viktar Babaryka
Viktor Dmitrievitch Babariko (en russe : Виктор Дмитриевич Бабарико ; en biélorusse : Віктар Дзмітрыевіч Бабарыка, Viktar Dzmitryevitch Babaryka), né le 9 novembre 1963 à Minsk, est un banquier, philanthrope et homme politique biélorusse, figure de l'opposition au président Alexandre Loukachenko.

## Biographie
Viktor Babariko naît le 9 novembre 1963 à Minsk. Actif au sein du système bancaire biélorusse à partir de juillet 1995, il est nommé président du conseil d'administration de Belgazprombank en juillet 2000. Le 12 mai 2020, il renonce cependant à ce poste pour se lancer dans la course à la présidentielle biélorusse d'août 2020.

### 2020: campagne présidentielle
La candidature de Babariko est soutenue par des personnalités culturelles biélorusses, notamment la lauréate du prix Nobel Svetlana Alexievitch, le réalisateur Andreï Koureïtchyk ou les anciens candidats de l'élection de 2010, Ouladzimir Niakliaïew et Andreï Sannikov. Fin mai, des sondages sur Internet suggèrent que Viktor Babariko est en tête des intentions de vote avec plus de 50 % de soutien. Au vu de ces résultats, les autorités biélorusses ont reclassé les enquêtes sur le site comme équivalentes aux sondages d'opinion publique nationaux.[pas clair]
Selon la législation, pour être enregistré en tant que candidat à l'élection présidentielle, le candidat doit soumettre 100 000 signatures de soutien. Babariko réunit les signatures nécessaires avant le 6 juin, et atteint plus 425 000 signatures le 19 juin.  
Toutefois, le 17 juin, le compte bancaire du fonds électoral de Babariko est bloqué. Selon l'équipe électorale, ce sont plus de 100 000 roubles (environ 32 000 euros) qui sont ainsi gelés. Le 14 juillet 2020, Babariko, qui réunit pourtant les conditions nécessaires pour se présenter à la présidentielle, est refusé à l'enregistrement en tant que candidat à l'élection : un certain nombre de politologues estiment que cette décision du président de la Commission électorale centrale de Biélorussie viole la Constitution avec l'aval du président Loukachenko. 

#### Accusations et arrestation
Le 11 juin 2020, une campagne gouvernementale de perquisition et de saisie débute au sein de Belgazprombank. Trois membres du groupe de Babariko, dont le coordinateur de la région de Moguilev, Ouladzimir Doudaraw, ont été arrêtés. Le lendemain, la Commission nationale de contrôle de Biélorussie annonce que quinze employés de Belgazprombank ont été arrêtés et font désormais l'objet d'une action pénale en application de l'alinéa 2 de l'article 243 de la législation biélorusse sur l'« évasion fiscale et fiscale à grande échelle » et de l'alinéa 2 de l'article 245 concernant le « blanchiment d'argent à grande échelle ». Viktor Babariko n'est initialement pas visé par cette enquête, mais selon le chef de la commission de contrôle de l'État, Ivan Tertel, l'équipe d'enquête dispose de « preuves solides de l'implication de Babariko dans des activités illégales» et «la plupart des détenus coopèrent avec l'enquête ». Babariko a lui-même soutenu que l'enquête ne comportait aucun élément compromettant et que l'affaire pénale avait des implications purement politiques. Cette déclaration a été indirectement confirmée par Loukachenko, qui déclare avoir « chargé le Comité de contrôle de l'État d'inspecter les activités de Belgazprombank ». Les avocats de l'ONG Pravovaja Initsiativa (« Initiative juridique ») déclarent que les allégations de la commission de contrôle de l'État, du président et de son attaché de presse concernant la complicité de Babariko et la culpabilité des personnes détenues dans l'affaire Belgazprombank sont inacceptables et constituent une violation patente des droits de l'Homme, dans le seul but de faire échouer la candidature de Babariko.
Le 18 juin 2020, Viktor Babariko et le chef de son équipe de campagne, son fils Édouard Babariko, sont arrêtés ; le candidat est principalement accusé d'avoir transféré durant des années plus de 430 millions de dollars de Belgazprombank vers un compte en Lettonie à son profit. Des poursuites sont officiellement lancées contre lui le 20 juin, et contre son fils Édouard le lendemain, pour des motifs alors tenus secrets. Les accusés sont détenus au centre de détention provisoire du KGB de Biélorussie (Amerikanka (en)).
Le 2 juillet 2020, Viktor Babariko est accusé d'infraction pénale en vertu de l'alinéa 2 de l'article 243 (« évasion fiscale à grande échelle »), de l'alinéa 2 de l'article 245 (« blanchiment d'argent à grande échelle ») et de l'alinéa 2 de l'article 431 (« pots-de-vin récurrents à grande échelle ») du Code pénal biélorusse. Le 3 juillet, lors d'une séance à huis clos, le tribunal de la ville de Minsk rejette la plainte déposée par Babariko concernant la décision du tribunal du district central de le maintenir en détention.
Le 6 juillet 2021, il est condamné à 14 années de prison pour corruption.